# Engelbert Ier de Brienne
Pour les autres membres de la famille, voir Maison de Brienne.
Pour les articles homonymes, voir Brienne.
Engelbert Ier de Brienne (né vers 875 - † après 968) est le premier comte de Brienne connu au milieu du Xe siècle.

## Biographie
Selon le chroniqueur Flodoard et Richer, moine à Reims, en 951, Engelbert et son frère Gotbert, tous deux qualifiés de brigands, s'emparent du comté de Brienne puis renforcent le château de Brienne à partir duquel ils pillent la région. Le roi Louis IV d'Outremer doit intervenir et vient assiéger et détruire le château.
Selon Richer, les deux frères auraient été capturés par le roi, qui n'accepta de les libérer sous serment que sur la demande de Liétald, comte de Mâcon et beau-frère du comte de Troyes Gilbert de Chalon.
Engelbert reconstruit alors le château et semble le tenir dorénavant du roi des Francs.
Il est toutefois probable qu'Engelbert et Gotbert aient une origine bourguignonne et aient été installés par Gilbert, comte de Chalon et de Troyes,.
Il aurait été allié avec Hugues Capet, comte de Paris, contre le roi des Francs Louis IV d'Outremer.
En 950 ou 951, il donne son consentement pour le don d'un bien appelé Alericum par Gilbert, comte de Chalon et de Troyes, à l'abbaye de Montiéramey, qui dépend de la seigneurie de Piney, tenue en fief par Engelbert.
En 968, Engelbert prend le titre de comte de Brienne.
Vers 969, il est témoin d'une charte d'Adson, comte de Rosnay, dans laquelle Adson donne à l'abbaye de Montier-en-Der ses biens dans le Pertois.

## Mariage et enfants
Le nom de sa femme est inconnu, mais il a eu plusieurs enfants :
- Engelbert II de Brienne, qui succède à son père ;
- au moins un autre enfant (un Érard est cité comme étant un neveu du comte Engelbert).

## Sources
- J.A. Jacquot, Notice historique sur Brienne, 1832.
- M. Bourgeois, Histoire des comtes de Brienne, 1848.
- Marie Henry d'Arbois de Jubainville, Histoire des Ducs et Comtes de Champagne, 1865.
- Marie Henry d'Arbois de Jubainville, Catalogue d'actes des comtes de Brienne, 950-1356..., 1872.
- Edouard de Saint-Phalle, Les comtes de Brienne, 2017.
- Dana Celest Asmoui Ismail, History of the Counts of Brienne (950 – 1210), 2013.
- Guy Perry, The Briennes: The Rise and Fall of a Champenois Dynasty in the Age of the Crusades, c. 950–1356, 2018.